# Vaste commissie voor Digitale Zaken
De Vaste commissie voor Digitale Zaken (DiZa) is een Nederlandse Tweede Kamercommissie die zich bezighoudt met alle beleidsonderwerpen omtrent het thema Digitalisering. De commissie werd in 2021 opgericht, volgend aan de Tweede Kamerverkiezingen 2021. Daartoe werd al in 2020 besloten, op advies van het eindrapport van de Tijdelijke commissie Digitale toekomst, welke op 28 mei 2020 werd gepubliceerd.
Anders dan veelal gebruikelijk was er ten tijde van de oprichting geen minister of staatssecretaris met een vergelijkbare portefeuille in het Nederlands kabinet. Gedurende de kabinetsformatie in Nederland van 2021-'22 bleek het aankomend kabinet voornemens te zijn een Staatssecretaris voor Koninkrijksrelaties en Digitalisering aan te stellen. De huidige bewindspersoon voor deze functie is Zsolt Szabó (PVV) in het kabinet-Schoof.

## Onderwerpen
De commissie houdt zich in 2022 bezig met de volgende onderwerpen:
- Het gebruik van algoritmen in de publieke en private sector
- Kunstmatige intelligentie
- Bescherming van persoonsgegevens en privacy
- Digitale weerbaarheid
- Europese wetgeving omtrent digitalisering, zoals de Digital Services Act
- ICT-investeringen binnen de overheid.